# Самсон (фонтан, Киев)
Фонтан «Самсон» — один из старейших фонтанов Киева.

## История
Первая статуя Самсона, раздирающего пасть льву, появилась на этом месте в 1749 году. Её создали по проекту архитектора Ивана Григоровича-Барского. Тогда же вода потекла в резервуар уже по сырецким трубам. Это был самый первый водопровод в Киеве.
Резервуар соорудили ещё во времена Киевской Руси. Вода в него поступала по деревянным трубам, и жители использовали её для своих нужд. Когда же в средневековой Европе стало модным украшать центральные площади фонтанами и колодцами со скульптурами, киевляне тоже «облагородили» свой резервуар небольшим фонтанчиком. Сверху его накрыли беседкой, а внутри поставили деревянную скульптуру ангела с чашей в руках, из которой вытекала вода. На верхушке беседки появилась фигурка ещё одного ангела, которая вращалась на ветру. Этот павильон называли «фелицианом».
Во время праздников духовенство освящало воду в фонтане, а колонны ротонды украшали ветками деревьев. На шею библейскому богатырю вешали нательные крестики, чтобы тот охранял город от беды. В конце XVII века на крыше павильона установили солнечные часы, созданные преподавателем Киево-Могилянской академии французом Брульоном. Но в 1811 году на Подоле случился грандиозный пожар, и часы сгорели вместе с павильоном. Вскоре беседку отстроили, но уже без часов.
В 1934 году фонтан разобрали. Говорят, по недоразумению. Перед каким-то праздником один из местных начальников проводил на Подоле инспекцию территории. Увидев возле «Самсона» кучу мусора, он гневно воскликнул: «Убрать!» и махнул рукой в сторону скульптуры. Перепуганные подчинённые тут же бросились выполнять распоряжение, так и не уточнив, что именно следует ликвидировать. Так на Подоле не стало знаменитого фонтана.
Вторую жизнь «Самсон» получил спустя полвека. Накануне празднования 1500-летия Киева его воссоздали по сохранившейся копии (сейчас её можно увидеть в Национальном художественном музее Украины). Это место пользуется популярностью: тут фотографируются и назначают свидания.